# Christoffer Wilhelm Eckersberg

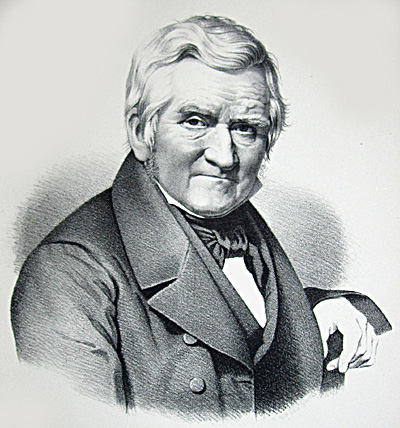
Christoffer Wilhelm Eckersberg

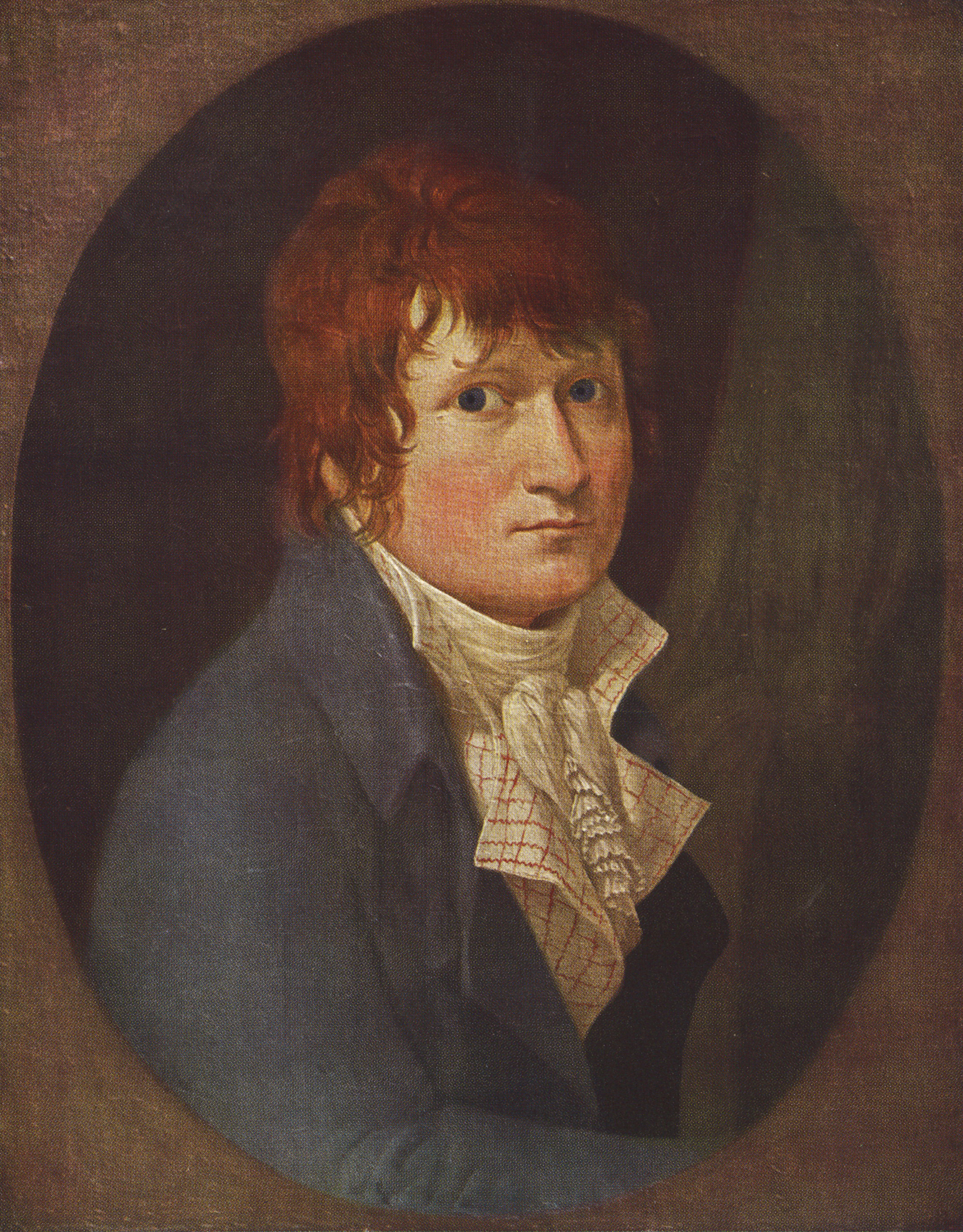
Selbstporträt, 1803

Christoffer Wilhelm Eckersberg (* 2. Januar 1783 in Blaukrug bei Blans, Gemeinde Ullerup im Herzogtum Schleswig; † 22. Juli 1853 in Kopenhagen) war einer der bedeutendsten dänischen Maler des 19. Jahrhunderts. Als Lehrer an der Königlich Dänischen Kunstakademie prägte er eine ganze Generation von dänischen Künstlern.

## Leben
Ausgebildet wurde Eckersberg zunächst bei den Malermeistern Jes Jessen in Apenrade und Johann Jacob Jessen in Flensburg. 1800 erhielt er den Gesellenbrief und wurde 1803 an der Kunstakademie in Kopenhagen aufgenommen, wo er bis 1809 unter anderem bei Nicolai Abraham Abildgaard Historienmalerei studierte. 1810 reiste er nach Frankreich und wurde von 1811 bis 1812 Schüler bei Jacques-Louis David in Paris. Danach lebte er bis 1816 in Rom. Dort gehörte er zum Kreis um den dänischen Bildhauer Bertel Thorvaldsen, den er 1814 porträtierte (weitere Versionen 1832, 1838). Nach seiner Rückkehr nach Dänemark wurde er 1817 Mitglied der Königlichen Akademie, die ihn 1818 zum Professor ernannte, sowie von 1827 bis 1829 zu deren Direktor. Danach gab er Privatunterricht. In dieser Zeit waren u. a. Wilhelm Bendz, Christine Løvmand und Carl Frederik Sørensen seine Schüler. Unter seiner Leitung löste sich die Akademie von rigiden Konventionen und förderte das Malen nach der Natur, anstelle des bloßen Kopierens von Gipsabgüssen antiker Statuen, wie es zuvor ausschließlich üblich war. Das Arbeiten en plein air und ab 1833 auch Aktmodelle wurden erlaubt. Er war nacheinander mit beiden Töchtern des Malers Jens Juel verheiratet. Eckersberg liegt auf dem Assistenzfriedhof im Kopenhagener Stadtteil Nørrebro begraben.

## Werk
Eckersberg gilt als Hauptvertreter der klassizistischen Malerei des dänischen Goldenen Zeitalters. Er übernahm von seinem Lehrer Jacques-Louis David dessen präzise zeichnerische Darstellung, nicht jedoch seine heroisch-dramatische Bildauffassung. Wie die Maler des deutschen Biedermeiers bewegte er sich in Richtung einer realistisch-intimen Kunst, vermied jedoch eine romantisch übersteigerte Darstellungsweise. Neben betont patriotischen Bildthemen findet sich bei ihm ein lebenslanges Interesse am unverhohlen erotischen weiblichen Akt und an der Marinemalerei.
siehe auch: Altarbild von St. Ibs (Bornholm) 1846: Christus in Gethsemane.

## Schüler
- Joel Ballin (1822–1885)[3]
- Wilhelm Bendz (1804–1832)
- Detlev Conrad Blunck (1798–1853)
- Joachim Ludwig Bünsow (1821–1910)
- Carl Dahl (1812–1865)
- Julius Exner (1825–1910)
- Lorenz Frølich (1820–1908)
- Johan Vilhelm Gertner (1818–1871)
- Louis Gurlitt (1812–1897)
- Constantin Hansen (1804–1880)
- Frederik Christian Kiærskou (1805–1891)
- Christen Købke (1810–1848)
- Johann August Krafft (1798–1829)
- Albert Küchler (1803–1886)
- Vilhelm Kyhn (1819–1903)
- Vilhelm Marstrand (1810–1873)
- Anton Melbye (1818–1875)
- Ernst Meyer (1797–1861)
- Jørgen Roed (1808–1888)
- Martinus Rørbye (1803–1848)
- Charles Roß (1816–1858)
- Carl Frederik Sørensen (1818–1879)
- Anna Caroline Stelzner (1808–1875)
- Friedrich Thöming (1802–1873)
- Adolph Friedrich Vollmer (1806–1875)
- Friederike Westphal (1822–1905)
- Kilian Zoll (1818–1860)

## Ausstellungen
- 2016: Eckersberg – Faszination Wirklichkeit. Das Goldene Zeitalter der dänischen Malerei. Hamburger Kunsthalle. Katalog.

## Galerie

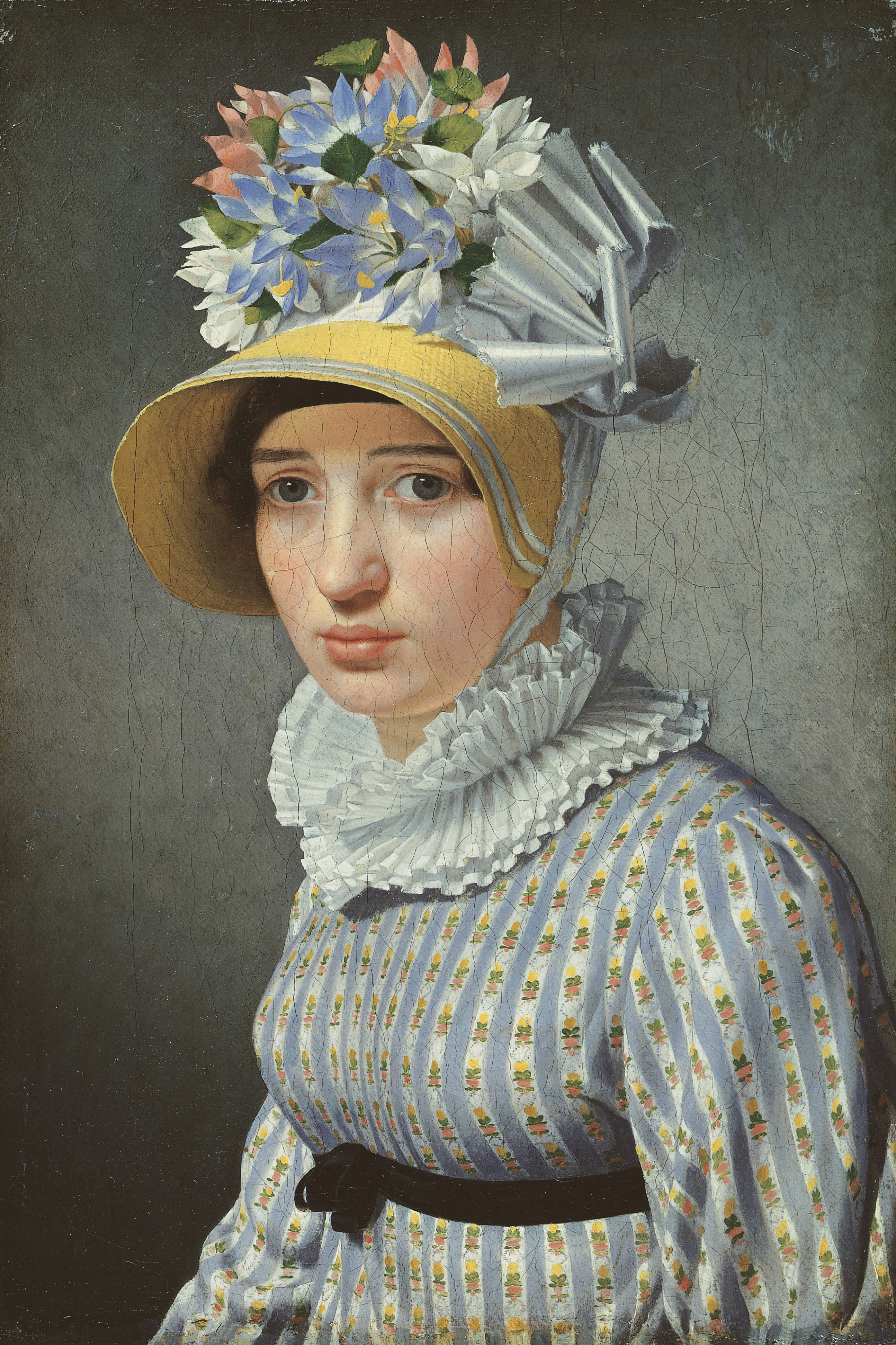
Porträt Anna Maria Magnani
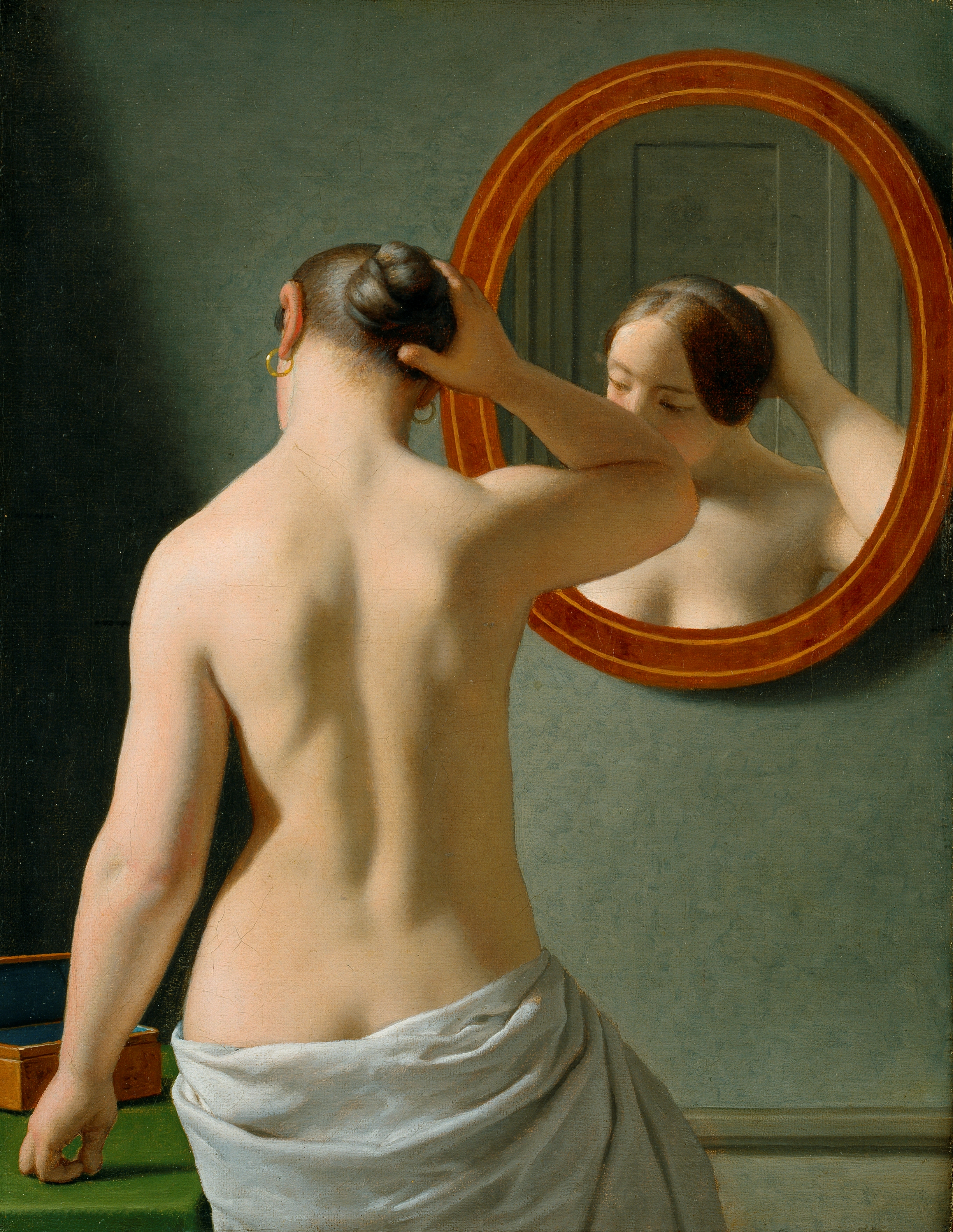
Rückenakt (auch Morgentoilette, Mädchen/Weibliches Modell vor dem Spiegel), 1841, Öl auf Leinwand, 33,5 × 26 cm, Den Hirschsprungske Samling
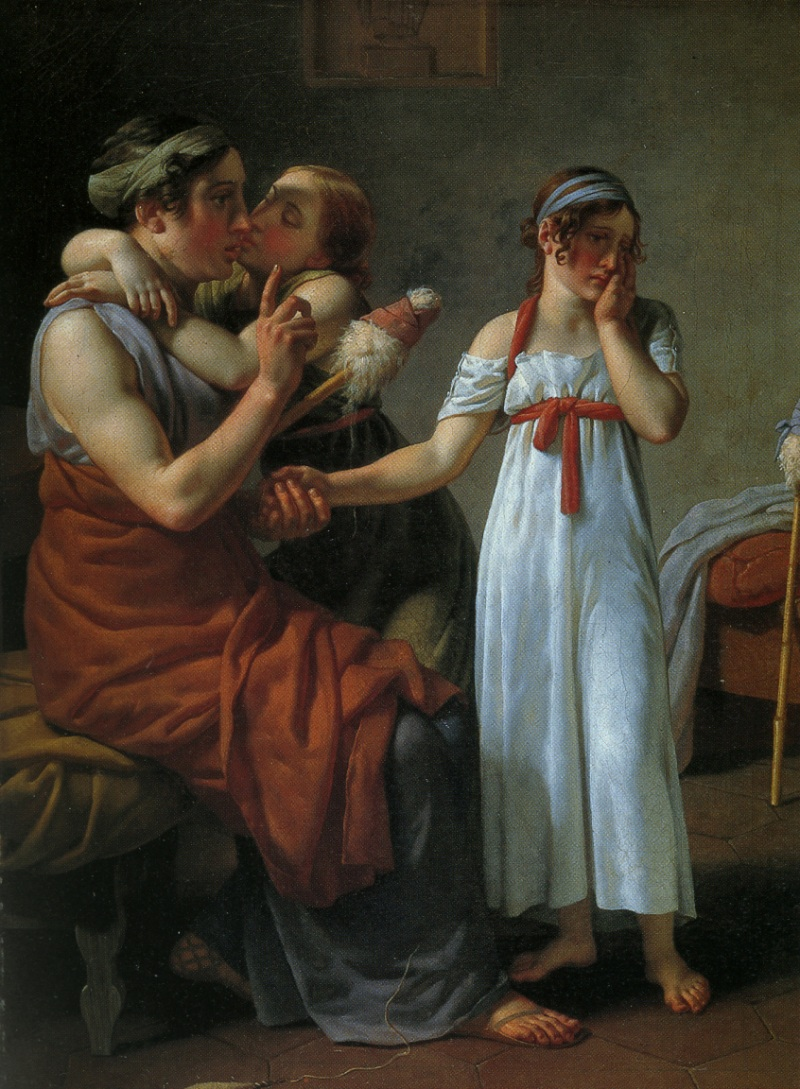
Die gute Mutter
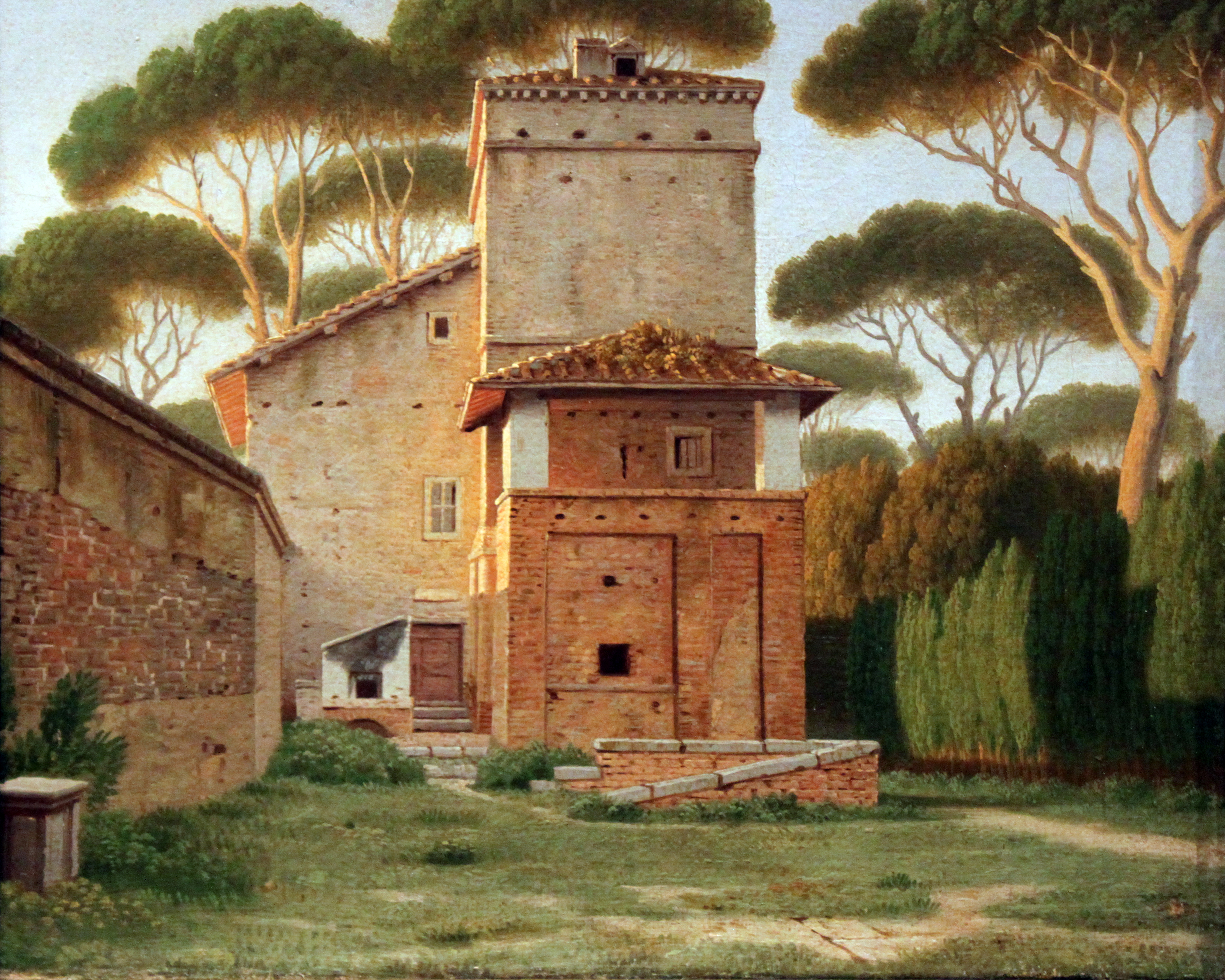
Das Pförtnerhaus im Park der Villa Borghese in Rom, 1816, Hamburger Kunsthalle
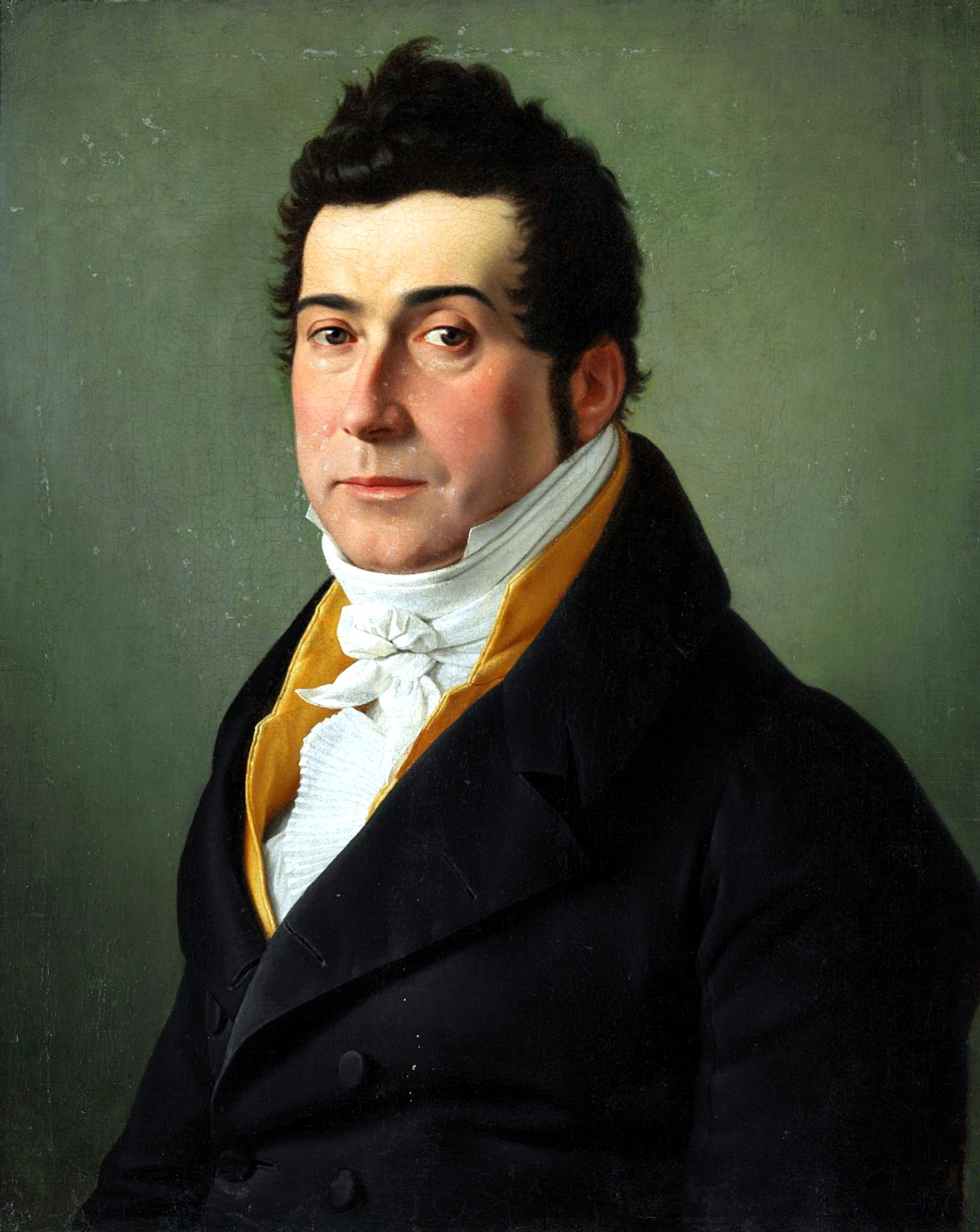
Charles Petit sen. (1816)
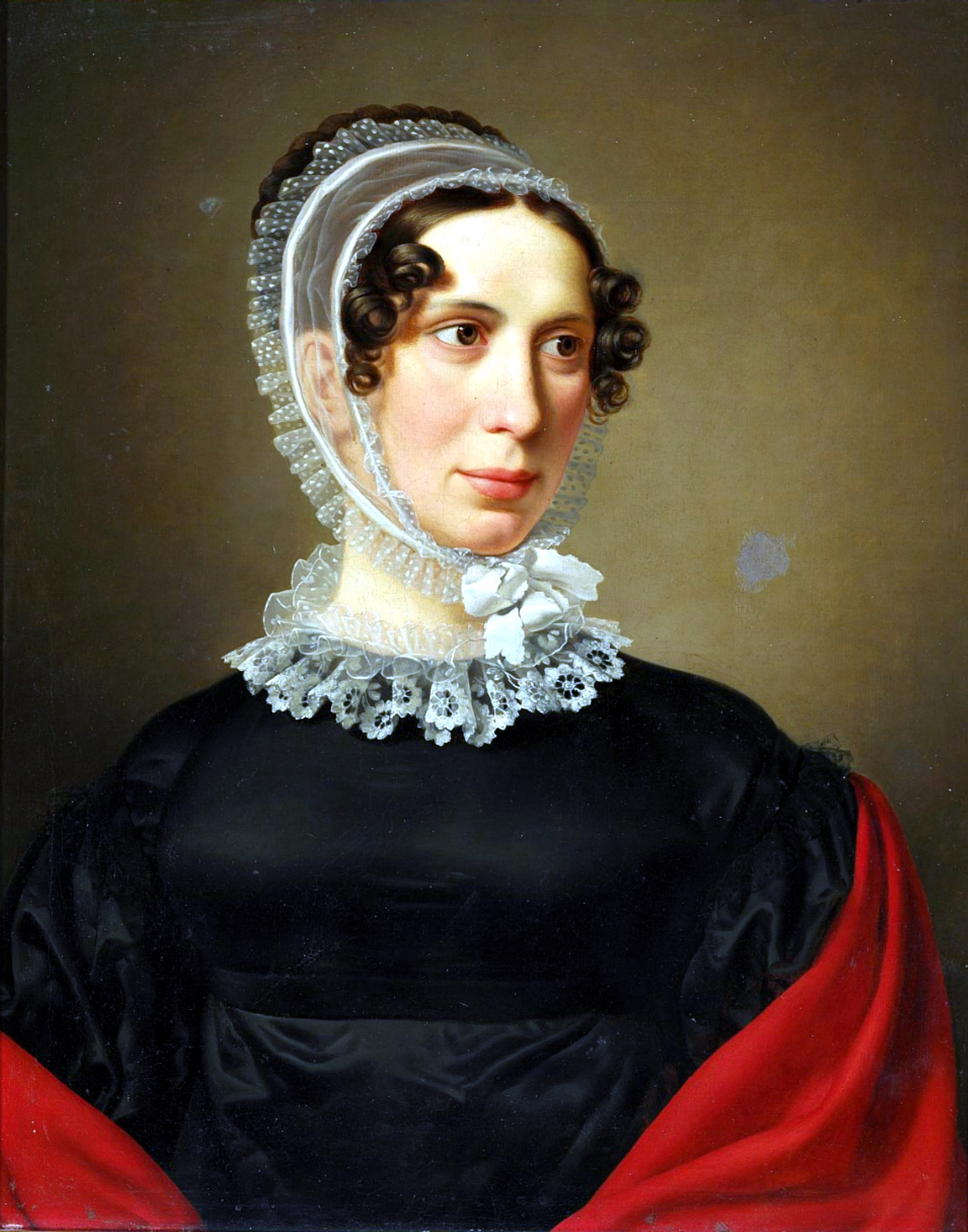
Catharine Sophie Petit (1819)
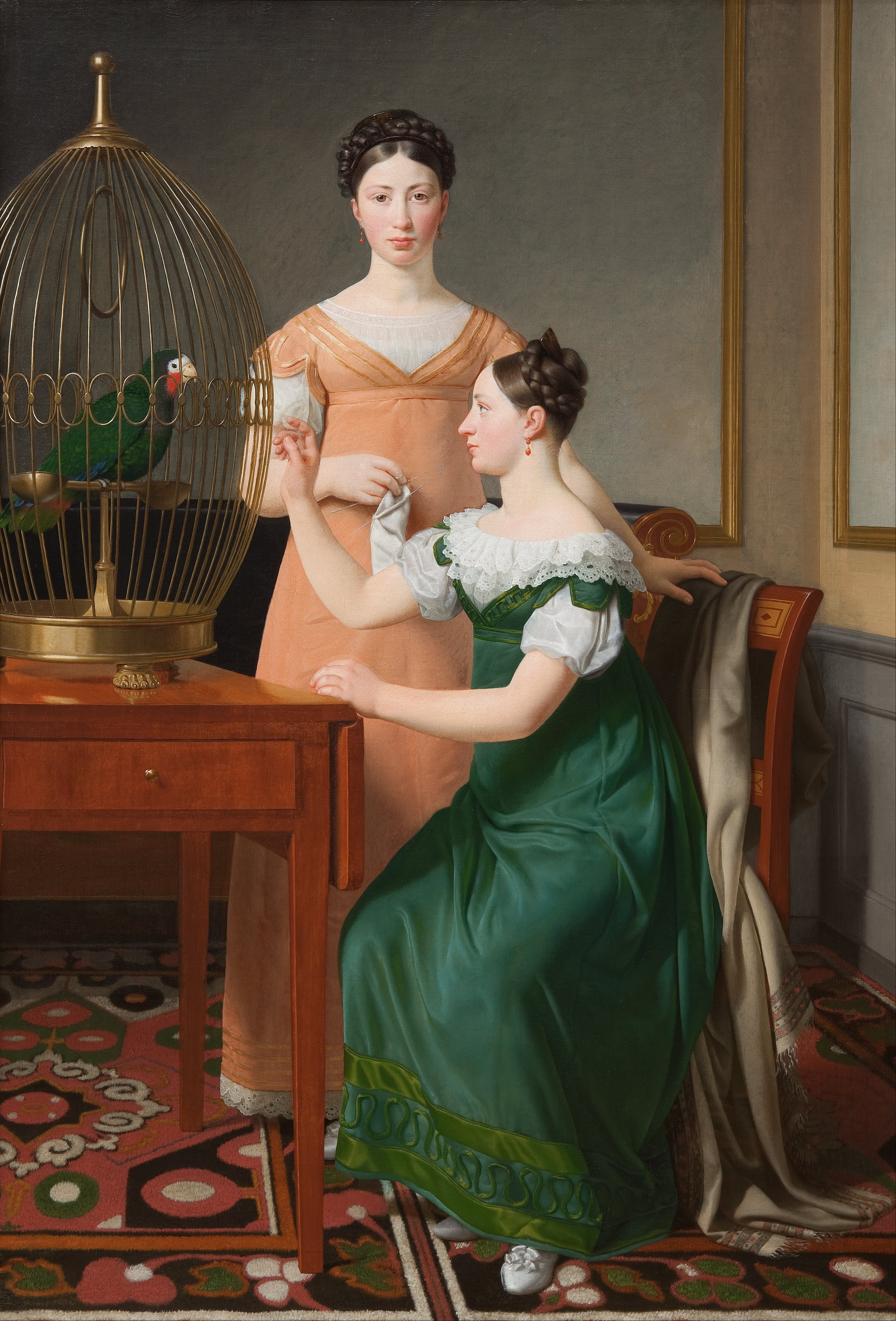
Mendel Levin Nathansons ältere Töchter Bella und Hanna (1820), Öl auf Leinwand, 125 × 85,5 cm, Statens Museum for Kunst